# کوسکی
کوسکی (به لهستانی:  Kuski) یک روستا در لهستان است که در گمینا روشچیشوو واقع شده‌است.